# A la vuelta de la esquina (programa de televisión)
A la vuelta de la esquina fue un programa de televisión peruano estrenado el 25 de mayo de 2005, transmitido a través del canal Movistar Plus (Plus TV, actualmente Plus Life) y conducido por el actor Gonzalo Torres, donde él y su equipo de producción recorrían la ciudad de Lima contando historias y anécdotas de cada lugar que visitaban.En las últimas temporadas se documentaron lugares fuera de la capital peruana.
En diciembre de 2021 Torres anuncia la finalización del programa después de 16 años.

## Contenido del programa
El programa se basa en que el conductor Gonzalo Torres camina por las calles de Lima y va narrando ante la cámara el lugar donde está en la ciudad, mientras explica de manera poética en qué año fue construido, quiénes estuvieron por ahí, qué anécdota tiene o qué historia tuvo.Los lugares visitados más frecuentes han sido plazas, iglesias, calles, jirones, restaurantes, bares, colegios, universidades, parques, avenidas principales y lugares con valor histórico.
Estos son algunos de los lugares mostrados en el programa:
- Avenida Alfonso Ugarte
- Avenida Brasil
- Aviación comercial
- Distrito de Barranco
- Distrito de Breña
- Cuerpo General de Bomberos Voluntarios del Perú
- Costa Verde
- Estadio Nacional del Perú
- Jirón de la Unión
- Distrito de Miraflores
- Museo Nacional de Arqueología, Antropología e Historia del Perú
- Plaza Mayor de Lima
- Distrito de Pucusana
- Distrito de Pueblo Libre
- Distrito de Rímac
- Distrito de San Isidro
- Distrito de San Miguel
- Universidad Nacional Mayor de San Marcos

## Reconocimiento
El programa ganó los premios ANDA (Asociación Nacional de Anunciantes) en el año 2006.
El programa ganó varias ediciones de los Premios Luces del diario El Comercio: al mejor programa de viajes en los años 2008 y 2010,al mejor programa cultural en 2016 y nuevamente en 2017.